# François-Nicolas Trou dit Henry
François-Nicolas Trou dit Henry, né le 11 janvier 1750 à Paris (paroisse Saint-Germain-l'Auxerrois) et mort le 18 avril 1830 dans l'ancien 2e arrondissement de Paris, est un architecte français

## Biographie
Fils et petit-fils de maîtres faïenciers, Trou dit Henry fut formé à l'Académie royale d'architecture et auprès de Perronet. « Il serait presque inconnu si Krafft n'avait publié un certain nombre de ses œuvres. ». 
Le maréchal Soult, pour qui il fit des travaux à l'hôtel de Châlais, rue de l'Université, et dont il se recommande dans ses lettres de candidature à l'Académie des beaux-arts, le fit désigner pour rebâtir l'église paroissiale de Saint-Cloud. Un projet avait été donné par Lemoine de Couzon avant la Révolution mais les travaux avaient été interrompus en 1791 ; la construction fut reprise en 1819 et achevée en 1820 selon un programme plus modeste sous la direction de Henry. Celui-ci édifia un portail et « le culte fut longtemps célébré dans un édifice provisoire où l'autel était malencontreusement adossé à ce portail ».

## Réalisations et principaux projets

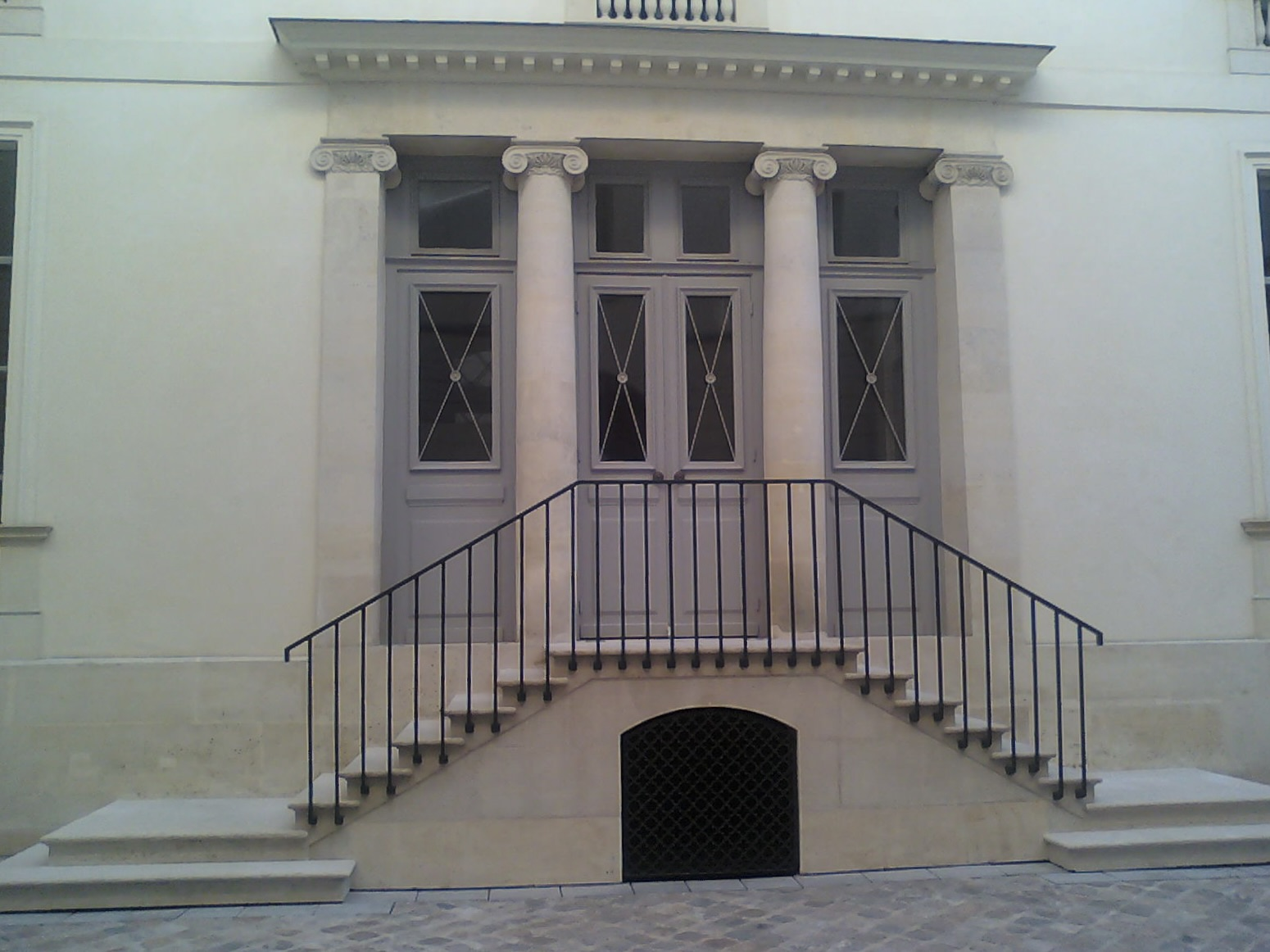
Portique d'entrée de l'hôtel Lakanal, rue de la Chaussée-d'Antin, Paris.

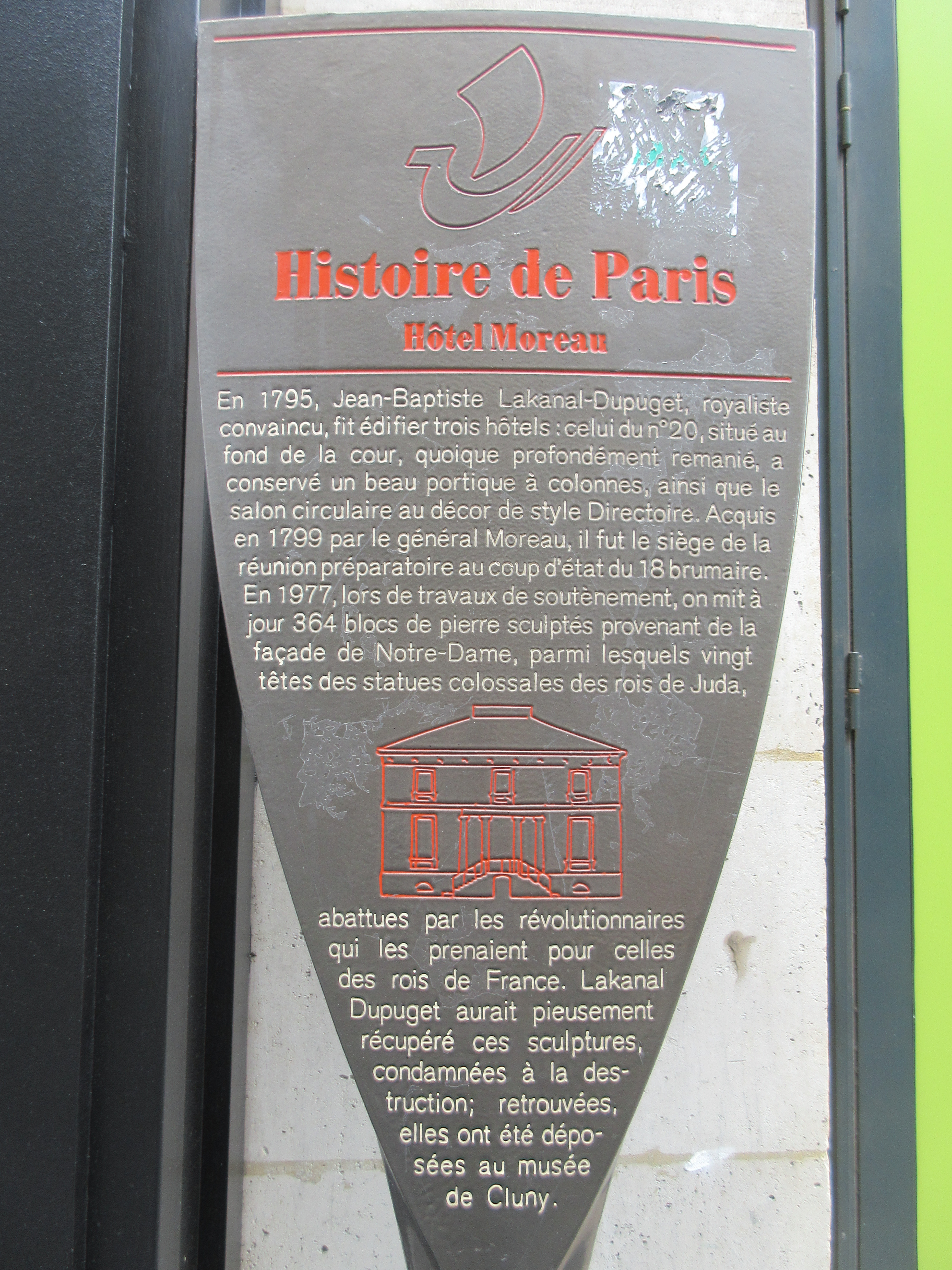
Panneau Histoire de Paris
« Hôtel Moreau »

- Salle des Jeunes élèves de Thalie (1777-1779), boulevard du Temple, Paris (détruit) : Le projet fut soumis à la Chambre des bâtiments par Henry et les impresarios Tessier et Abraham en 1777. La salle, qui se trouvait sur le boulevard au débouché de la rue Charlot, était destinée aux élèves de l'Académie royale de musique. Elle ouvrit ses portes en 1779[3] mais fut fermée par une ordonnance judiciaire dès 1780, avant d'être reprise en 1785 par un nommé Lazari. Elle fut détruite par un incendie le 31 mai 1798.
- Intendance des Ponts et Chaussées (1788), no 88, rue Saint-Lazare, Paris (détruit) : La commande fut attribuée à Henry sur la recommandation de Perronet. Ce « fut sa plus belle œuvre. La compagnie P.L.M. et la direction de la S.N.C.F. ont occupé successivement cet emplacement. »[4]
- Hôtel Vassal de Saint-Hubert (1788), rue Pigalle, Paris (détruit) : Construite pour le receveur général des finances Jean-André Vassal de Saint-Hubert, cette maison de forme circulaire était entourée d'un enchaînement d'arcades serliennes portant sur des colonnes de Ségeste, selon l'exemple donné par Ledoux à la rotonde de la Villette. Le plan associait des pièces ovales, en demi-lune, rectangulaires et polygonales. L'espace central recevait le jour d'un vitrage ménagé au sommet de la toiture conique. Une peinture attribuée à Lagrenée ayant orné le plafond du salon ovale est conservée au musée Carnavalet.
- Pavillon Colombe, Saint-Brice-sous-Forêt (Val-d'Oise) : Dans ce pavillon construit par Firmin Perlin ou par François-Joseph Bélanger pour Jean-André Vassal de Saint-Hubert qui voulait y loger sa maîtresse  Marie-Catherine Riggieri (1751-1830), actrice de la Comédie-Italienne dite « Mademoiselle Colombe », Trou dit Henry effectua des travaux dont la nature n'est pas précisément connue[5].
- Hôtel Lakanal, dit aussi hôtel du général Moreau (1797), no 20, rue de la Chaussée-d'Antin, Paris : Hôtel particulier de deux étages édifié en fond de parcelle, sous le Directoire, pour Joseph Lakanal, ancien conventionnel et membre du Conseil des Cinq-Cents[6]. C'est l'une des rares œuvres conservées de Trou dit Henry. Son entrée offre l'originalité d'un ordre ionique sans base.
- Hôtel de Chalais, no 69, rue de l'Université, Paris : Transformation pour le maréchal Soult d'un hôtel particulier construit en 1786 par Le Boursier.
- « C'est [...] sous la Convention thermidorienne que Henry édifia à l'angle ouest du Boulevard et de la rue de la Michodière un bel immeuble où il eut son domicile. »[4] Il bâtit également plusieurs immeubles rue Cadet et boulevard Poissonnière.

### Sources
- Michel Gallet, Les Architectes parisiens du XVIIIe siècle : Dictionnaire biographique et critique, Paris, Éditions Mengès, 1995, 494 p. (ISBN 2-85620-370-1)